# Grand Prix automobile de Mexico 2021
GP précédent GP suivant
Le Grand Prix automobile de Mexico 2021 (Formula 1 Gran Premio de la Ciudad de México 2021) disputé le 7 novembre 2021 sur l'Autódromo Hermanos Rodríguez, est la 1053e épreuve du championnat du monde de Formule 1 courue depuis 1950. Il s'agit de la 21e édition du Grand Prix mexicain comptant pour le championnat du monde de Formule 1 courue sur le même circuit et de la dix-huitième manche du championnat 2021.
L'Autódromo Hermanos Rodríguez a accueilli le Grand Prix du Mexique de Formule 1 de 1963 à 1970 puis de 1986 à 1992. Il revient au calendrier en 2015 vingt-trois ans après la dernière édition, sur un circuit réaménagé et mis aux normes sous la houlette de l'architecte Hermann Tilke. Le Grand Prix change de dénomination en 2021 puisqu'il ne s'agit plus du Grand Prix du Mexique mais du Grand Prix de la ville de Mexico. La course, annulée en 2020 en raison de la pandémie de Covid-19, fait son retour au calendrier et marque le début d'un triple header avec, dans la foulée, les Grands Prix du Brésil et du Qatar. Par ailleurs, à ce stade de la saison, les pénalités moteur pleuvent sur plusieurs pilotes, qui doivent se départager pour l'ordre d'attribution des dernières places sur la grille. 
Alors que les Red Bull ont dominé la troisième séance d'essais libres en repoussant les Mercedes à plus de six dixièmes de seconde, l'écurie allemande crée la surprise en verrouillant la première ligne. Dès sa première tentative dans la troisième phase des qualifications, Valtteri Bottas s'adjuge la pole position, sa troisième de la saison et la dix-neuvième de sa carrière, laissant Max Verstappen à trois dixièmes de seconde, alors que Lewis Hamilton réalise le deuxième temps. Chassant la position de pointe dans leurs deuxièmes tentatives, les pilotes Red Bull sont surpris par une sortie de piste de Yuki Tsunoda dans les esses alors qu'ils roulaient derrière lui, ce qui entraîne ce néologisme de Christian Horner : « On s'est fait Tsunoder ! » Sergio Pérez accompagne son coéquipier sur la deuxième ligne alors que Pierre Gasly, cinquième, est à nouveau le « meilleur des autres » avec un départ en troisième ligne devant Carlos Sainz Jr. ; ils précèdent Daniel Ricciardo et Charles Leclerc. Tsunoda et Lando Norris, pénalisés par leur changement de moteur, laissent la cinquième ligne à Sebastian Vettel et Kimi Räikkönen.
Max Verstappen remporte sa neuvième victoire de la saison (la moitié des Grands Prix disputés à ce point), la dix-neuvième de sa carrière, son troisième succès sur l'Autódromo Hermanos Rodríguez, et se ménage une avance de dix-neuf points au championnat sur Lewis Hamilton, deuxième de la course et relégué à 16 secondes à l'arrivée. Tout se joue au départ quand, depuis sa troisième place, le Néerlandais bondit dans l'aspiration de la W12 de Valtteri Bottas, se décale, et dépasse les deux Mercedes par l'extérieur en freinant tard au premier virage dont il sort en tête. Dès lors, il survole l'épreuve, provoquant des réactions de désespoir du septuple champion du monde qui lâche à plusieurs reprises : « Ces gars sont trop rapides ! » Hamilton doit plutôt s'employer à défendre sa deuxième place face à Sergio Pérez, galvanisé par ses dizaines de milliers de supporters, en mesure d'abaisser son aileron arrière mobile dans les dernières boucles, mais sans pouvoir porter une attaque ; il obtient son troisième podium consécutif et devient le premier Mexicain à mener son Grand Prix national (durant six tours après les arrêts au stand de Hamilton et de son coéquipier) et à finir parmi les trois premiers.  
Dans le peloton, le départ est fatal à Yuki Tsunoda et Mick Schumacher, pris dans un accrochage avec Esteban Ocon qui peut continuer, alors que Daniel Ricciardo expédie Bottas en tête-à-queue, lequel se relance bon dernier. La voiture de sécurité est de sortie pour quatre tours, Verstappen gère la relance sans aucun problème. Roulant dès lors hors des points, le Finlandais se chausse de pneus neufs en fin de course pour priver Verstappen et Red Bull du point bonus du meilleur tour qui n'est donc pas attribué. Pierre Gasly mène une course solide et solitaire à la quatrième place tandis que les pilotes Ferrari s'échangent la cinquième position pour tenter d'aller le chercher : Charles Leclerc laisse passer Carlos Sainz au cinquante-sixième tour, puis ce dernier, n'ayant pas été en mesure de se rapprocher du pilote AlphaTauri, lui rend la position. Avec un gain de 18 points, la Scuderia s'empare de la troisième place du championnat des constructeurs. Neuvième au départ, Sebastian Vettel termine septième devant deux autres champions du monde, Kimi Räikkönen qui égale son meilleur résultat de l'année, et Fernando Alonso. Lando Norris prend le point restant ; seuls les cinq premiers terminent dans le tour du vainqueur. 
Verstappen (312,5 points) se ménage une avance conséquente sur Hamilton (293,5 points) à quatre courses du terme ; ils sont désormais les deux derniers en lice pour l'attribution du titre mondial. Pérez (165 points) revient à vingt unités de Bottas (185 points), qui n'a pas marqué, pour la troisième place. Au cinquième rang, Norris (150 points) n'est pas à l'abri d'un retour de Leclerc (138 points) et de Sainz (130,5 points). Ricciardo tient la huitième place (105 points) devant Gasly (86 points) et Alonso, dixième avec 60 points. Les positions se resserrent au classement des constructeurs puisque Red Bull Racing (477,50 points) n'est qu'à un point de Mercedes Grand Prix (478,5 points), celui-là même dont Bottas a privé l'écurie championne du monde de 2010 à 2013. Aucune autre écurie ne peut désormais prétendre au sacre. Ferrari (268,5 points) déloge McLaren Racing (255 points) du podium alors qu'AlphaTauri revient à la hauteur d'Alpine F1 Team (106 points chacun). Aston Martin (68 points) est solidement accroché à la septième place devant Williams (23 points) et Alfa Romeo (11 points). Haas et ses pilotes ont encore quatre courses pour tenter d'ouvrir leur score.

## Contexte avant le Grand Prix
En marge du Grand Prix, dans le contexte de la lutte indécise, à cinq courses du terme, pour le titre de champion du monde entre Max Verstappen et Lewis Hamilton, Toto Wolff imagine une issue à la Alain Prost-Ayrton Senna. En effet, la couronne mondiale s'était jouée à la dernière course en 1989 et en 1990 sur le circuit de Suzuka et sur des accrochages entre les deux champions du monde. Une issue semblable avait aussi scellé les championnats entre Michael Schumacher et Damon Hill en 1994 ainsi que Schumacher et Jacques Villeneuve en 1997. Prenant appui sur les accrochages entre les deux pilotes s'étant déjà produits cette saison à Silverstone et à Monza, Toto Wolff explique en effet : « Si le scénario est qu'ils se battent pour le titre lors de la dernière course, à Abou Dabi, quiconque sera devant au championnat va absolument essayer de faire pareil que dans les années Senna/Prost. »
À Mexico, Hamilton et Verstappen réfutent tous deux cette vision des choses. Le septuple champion du monde note : « Je n'ai jamais gagné un championnat de cette manière et nous ne voudrions jamais voir ça. »  Son rival néerlandais explique de son côté : « Je ne pense pas à ce qui est arrivé par le passé. Je veux remporter le titre mondial en marquant le plus de points que mes rivaux et la meilleure façon d'y parvenir est de gagner, Pour y parvenir, je cours à la dure. Contre tout le monde, pas juste Lewis, mais je vais piloter aussi de façon propre. »
Christian Horner, l'homologue de Wolff chez Red Bull Racing, n'est pas non plus en accord avec ses commentaires : « Je pense que nous voulons une lutte vraiment fair play d'ici à la fin du championnat et je pense que n'importe quel pilote voudrait remporter le championnat sur la piste et pas dans un bac à gravier. Nous sommes une équipe de coureurs. Si nous pouvons réussir cet exploit, et c'est une tâche énorme, énorme, alors nous ne voudrions pas gagner un championnat par une collision entre les pilotes. Il y en a déjà eu assez cette année. »

## Pneus disponibles
| Pneus pour piste sèche | Pneus pour piste sèche | Pneus pour piste sèche | Pneus pluie    | Pneus pluie |
| ---------------------- | ---------------------- | ---------------------- | -------------- | ----------- |
| Durs (Type C2)         | Medium (Type C3)       | Tendres (Type C4)      | Intermédiaires | Pluie       |

## Essais libres

### Première séance, le vendredi de 11 h à 12 h 30
| Pos. | Pilote           | Voiture          | Chrono         | Écart     |
| ---- | ---------------- | ---------------- | -------------- | --------- |
| 1    | Valtteri Bottas  | Mercedes         | 1 min 18 s 341 |           |
| 2    | Lewis Hamilton   | Mercedes         | 1 min 18 s 417 | + 0 s 076 |
| 3    | Max Verstappen   | Red Bull-Honda   | 1 min 18 s 464 | + 0 s 123 |
| 4    | Sergio Pérez     | Red Bull-Honda   | 1 min 18 s 610 | + 0 s 269 |
| 5    | Pierre Gasly     | AlphaTauri-Honda | 1 min 18 s 985 | + 0 s 644 |
| 6    | Carlos Sainz Jr. | Ferrari          | 1 min 19 s 463 | + 1 s 122 |

### Deuxième séance, le vendredi de 15 h à 16 h
| Pos. | Pilote           | Voiture          | Chrono         | Écart     |
| ---- | ---------------- | ---------------- | -------------- | --------- |
| 1    | Max Verstappen   | Red Bull-Honda   | 1 min 17 s 301 |           |
| 2    | Valtteri Bottas  | Mercedes         | 1 min 17 s 725 | + 0 s 424 |
| 3    | Lewis Hamilton   | Mercedes         | 1 min 17 s 810 | + 0 s 509 |
| 4    | Sergio Pérez     | Red Bull-Honda   | 1 min 17 s 871 | + 0 s 570 |
| 5    | Carlos Sainz Jr. | Ferrari          | 1 min 18 s 318 | + 1 s 017 |
| 6    | Pierre Gasly     | AlphaTauri-Honda | 1 min 18 s 429 | + 1 s 128 |

### Troisième séance, le samedi de 11 h à 12 h
| Pos. | Pilote           | Voiture          | Chrono         | Écart     |
| ---- | ---------------- | ---------------- | -------------- | --------- |
| 1    | Sergio Pérez     | Red Bull-Honda   | 1 min 17 s 024 |           |
| 2    | Max Verstappen   | Red Bull-Honda   | 1 min 17 s 217 | + 0 s 193 |
| 3    | Lewis Hamilton   | Mercedes         | 1 min 17 s 675 | + 0 s 651 |
| 4    | Valtteri Bottas  | Mercedes         | 1 min 17 s 708 | + 0 s 684 |
| 5    | Carlos Sainz Jr. | Ferrari          | 1 min 18 s 029 | + 1 s 005 |
| 6    | Yuki Tsunoda     | AlphaTauri-Honda | 1 min 18 s 037 | + 1 s 013 |

## Séance de qualifications

### Résultats des qualifications
| Pos.                                                                                      | Pilote             | Écurie                | Qualifications 1 | Qualifications 2 | Qualifications 3 |
| ----------------------------------------------------------------------------------------- | ------------------ | --------------------- | ---------------- | ---------------- | ---------------- |
| 1                                                                                         | Valtteri Bottas    | Mercedes              | 1 min 16 s 727   | 1 min 16 s 864   | 1 min 15 s 875   |
| 2                                                                                         | Lewis Hamilton     | Mercedes              | 1 min 17 s 207   | 1 min 16 s 474   | 1 min 16 s 020   |
| 3                                                                                         | Max Verstappen     | Red Bull-Honda        | 1 min 16 s 788   | 1 min 16 s 483   | 1 min 16 s 225   |
| 4                                                                                         | Sergio Pérez       | Red Bull-Honda        | 1 min 17 s 003   | 1 min 17 s 055   | 1 min 16 s 342   |
| 5                                                                                         | Pierre Gasly       | AlphaTauri-Honda      | 1 min 16 s 908   | 1 min 16 s 955   | 1 min 16 s 456   |
| 6                                                                                         | Carlos Sainz Jr.   | Ferrari               | 1 min 17 s 517   | 1 min 16 s 955   | 1 min 16 s 761   |
| 7                                                                                         | Daniel Ricciardo   | McLaren-Mercedes      | 1 min 17 s 719   | 1 min 17 s 092   | 1 min 16 s 763   |
| 8                                                                                         | Charles Leclerc    | Ferrari               | 1 min 16 s 748   | 1 min 17 s 034   | 1 min 16 s 837   |
| 9                                                                                         | Yuki Tsunoda       | AlphaTauri-Honda      | 1 min 17 s 330   | 1 min 16 s 701   | 1 min 17 s 158   |
| 10                                                                                        | Lando Norris       | McLaren-Mercedes      | 1 min 17 s 569   | 1 min 17 s 473   | 1 min 36 s 830   |
| 11                                                                                        | Sebastian Vettel   | Aston Martin-Mercedes | 1 min 17 s 281   | 1 min 17 s 746   |                  |
| 12                                                                                        | Kimi Räikkönen     | Alfa Romeo-Ferrari    | 1 min 17 s 606   | 1 min 17 s 958   |                  |
| 13                                                                                        | George Russell     | Williams-Mercedes     | 1 min 17 s 502   | 1 min 18 s 172   |                  |
| 14                                                                                        | Antonio Giovinazzi | Alfa Romeo-Ferrari    | 1 min 17 s 897   | 1 min 18 s 290   |                  |
| 15                                                                                        | Esteban Ocon       | Alpine-Renault        | 1 min 18 s 126   | 1 min 18 s 405   |                  |
| 16                                                                                        | Fernando Alonso    | Alpine-Renault        | 1 min 18 s 452   |                  |                  |
| 17                                                                                        | Nicholas Latifi    | Williams-Mercedes     | 1 min 18 s 756   |                  |                  |
| 18                                                                                        | Mick Schumacher    | Haas-Ferrari          | 1 min 18 s 858   |                  |                  |
| 19                                                                                        | Nikita Mazepin     | Haas-Ferrari          | 1 min 19 s 903   |                  |                  |
| 20                                                                                        | Lance Stroll       | Aston Martin-Mercedes | 1 min 20 s 873   |                  |                  |
| Temps minimal à réaliser pour la qualification : 1 min 22 s 097 (107 % de 1 min 16 s 727) |                    |                       |                  |                  |                  |

- La première phase des qualifications est interrompue plus de vingt minutes après le crash de Lance Stroll contre le muret à l'entrée de ligne droite des stands ; il franchit toutefois la ligne d'arrivée dans ces conditions, et enregistre donc un temps qualificatif[10]. La « bataille » des pénalisés moteur pour les meilleures places sur la grille « profite » en premier lieu à George Russell qui part seizième avec cinq places de recul. Yuki Tsunoda, Lando Norris, Esteban Ocon et Lance Stroll partent derrière lui[10]. Alors que Valtteri Bottas tient la pole position après sa première tentative en Q3, les deux pilotes Red Bull, lancés dans leur second tour rapide, sont en avance sur lui en arrivant dans le deuxième secteur quand Yuki Tsunoda, qui sort de la piste dans les esses dans l'intention de ne pas les gêner, soulève un nuage de poussière qui surprend Sergio Pérez et le fait sortir aussi du tracé sous le nez de Max Verstappen, forcé de ralentir[10],[11]. Ils en restent donc avec leurs troisième et quatrième temps, derrière une première ligne verrouillée par Mercedes. « Je crois qu'on s'est fait Tsunoder ! » s'exclame alors Christian Horner qui dit ne pas comprendre ce que le pilote japonais l'écurie-sœur faisait là sur la piste, en fin de séance, alors qu'il est pénalisé d'un recul en fond de grille pour le changement d'éléments de son unité de puissance[11],[12]. En fait, Tsnuoda, grâce à sa qualification pour la Q3, est sorti en piste juste pour donner une aspiration à son coéquipier Pierre Gasly, ce qui lui a permis de réaliser le cinquième temps[13].

### Grille de départ
- George Russell a été victime d'un problème de boîte de vitesses lors de la première séance d'essais libres. La nouvelle boîte installée sur sa Williams FW43B pour la seconde session d'essais ayant également un problème technique, une autre boîte de vitesses, hors quota, doit être employée, ce qui conduit le pilote à une pénalité d'un recul de cinq places sur la grille ; auteur du treizième temps des qualifications, il s'élance de la seizième place[14],[15] ;
- Yuki Tsunoda, auteur du neuvième temps des qualifications, est pénalisé d'un départ en fond de grille après le changement de plusieurs éléments de son groupe propulseur (moteur à combustion interne, turbocompresseur et le MGU-H) ; il s'élance de la dix-septième place[16] ;
- Lando Norris, auteur du dixième temps est, lui aussi, rejeté en fond de grille pour des raisons identiques ; il s'élance de la dix-huitième place[17] ;
- Esteban Ocon, en raison du changement complet de son unité de puissance, part également du fond de grille ; auteur du quinzième temps, il s'élance de la dix-neuvième place[18] ;
- Lance Stroll, auteur du vingtième temps des qualifications, est pénalisé d'un départ en fond de grille pour les mêmes raisons ; il s'élance de la vingtième et dernière place[16].

## Course

### Classement de la course
| Pos. | no | Pilote             | Écurie                | Tours | Temps/Abandon                      | Grille | Points |
| ---- | -- | ------------------ | --------------------- | ----- | ---------------------------------- | ------ | ------ |
| 1    | 33 | Max Verstappen     | Red Bull-Honda        | 71    | 1 h 38 min 39 s 086 (185,716 km/h) | 3      | 25     |
| 2    | 44 | Lewis Hamilton     | Mercedes              | 71    | + 16 s 555                         | 2      | 18     |
| 3    | 11 | Sergio Pérez       | Red Bull-Honda        | 71    | + 17 s 752                         | 4      | 15     |
| 4    | 10 | Pierre Gasly       | AlphaTauri-Honda      | 71    | + 1 min 03 s 845                   | 5      | 12     |
| 5    | 16 | Charles Leclerc    | Ferrari               | 71    | + 1 min 21 s 037                   | 8      | 10     |
| 6    | 55 | Carlos Sainz Jr.   | Ferrari               | 70    | + 1 tour                           | 6      | 8      |
| 7    | 5  | Sebastian Vettel   | Aston Martin-Mercedes | 70    | + 1 tour                           | 9      | 6      |
| 8    | 7  | Kimi Räikkönen     | Alfa Romeo-Ferrari    | 70    | + 1 tour                           | 10     | 4      |
| 9    | 14 | Fernando Alonso    | Alpine-Renault        | 70    | + 1 tour                           | 12     | 2      |
| 10   | 4  | Lando Norris       | McLaren-Mercedes      | 70    | + 1 tour                           | 18     | 1      |
| 11   | 99 | Antonio Giovinazzi | Alfa Romeo-Ferrari    | 70    | + 1 tour                           | 11     |        |
| 12   | 3  | Daniel Ricciardo   | McLaren-Mercedes      | 70    | + 1 tour                           | 7      |        |
| 13   | 31 | Esteban Ocon       | Alpine-Renault        | 70    | + 1 tour                           | 19     |        |
| 14   | 18 | Lance Stroll       | Aston Martin-Mercedes | 69    | + 2 tours                          | 20     |        |
| 15   | 77 | Valtteri Bottas    | Mercedes              | 69    | + 2 tours                          | 1      |        |
| 16   | 63 | George Russell     | Williams-Mercedes     | 69    | + 2 tours                          | 16     |        |
| 17   | 6  | Nicholas Latifi    | Williams-Mercedes     | 69    | + 2 tours                          | 13     |        |
| 18   | 9  | Nikita Mazepin     | Haas-Ferrari          | 68    | + 3 tours                          | 15     |        |
| Abd. | 47 | Mick Schumacher    | Haas-Ferrari          | 0     | Accrochage                         | 14     |        |
| Abd. | 22 | Yuki Tsunoda       | AlphaTauri-Honda      | 0     | Accrochage                         | 17     |        |

### Pole position et record du tour
- Pole position :  Valtteri Bottas (Mercedes) en 1 min 15 s 875 (204,210 km/h)[20].
- Meilleur tour en course :  Valtteri Bottas (Mercedes) en 1 min 17 s 774 (199,223 km/h) au soixante-neuvième tour ; terminant quinzième de l'épreuve, le point bonus associé au meilleur tour en course n'est pas attribué[21].

Le gain du meilleur tour donne lieu à un « petit jeu » entre les deux écuries rivales. En effet, Bottas, définitivement hors des points, s'arrête une première fois pour chausser des pneus tendres dans son soixante-quatrième tour mais ressort juste derrière Max Verstappen, à un tour ; ce dernier, détenteur depuis la cinquante-deuxième boucle du meilleur tour en 1 min 18 s 999, le gène intentionnellement. Dans l'impossibilité d'atteindre son objectif, Bottas est rappelé au stand à la fin de son soixante-septième tour pour chausser un nouveau train de pneumatiques tendres et le « préposé à la sucette » le retient un peu pour qu'il puisse bénéficier d'un air propre ; reparti isolé, il réalise le meilleur tour, en 1 min 17 s 774 en franchissant la ligne d'arrivée à deux tours du vainqueur, permettant à son écurie de priver Verstappen et Red Bull d'un point supplémentaire.

### Tours en tête
- Max Verstappen (Red Bull-Honda) : 65 tours  (1-33 / 40-71)[23]
- Sergio Pérez (Red Bull-Honda) : 6 tours  (34-39)

## Classements généraux à l'issue de la course
| Pos. | Pilote             | Écurie                | Points |
| ---- | ------------------ | --------------------- | ------ |
| 1    | Max Verstappen     | Red Bull-Honda        | 312,5  |
| 2    | Lewis Hamilton     | Mercedes              | 293,5  |
| 3    | Valtteri Bottas    | Mercedes              | 185    |
| 4    | Sergio Pérez       | Red Bull-Honda        | 165    |
| 5    | Lando Norris       | McLaren-Mercedes      | 150    |
| 6    | Charles Leclerc    | Ferrari               | 138    |
| 7    | Carlos Sainz Jr.   | Ferrari               | 130,5  |
| 8    | Daniel Ricciardo   | McLaren-Mercedes      | 105    |
| 9    | Pierre Gasly       | AlphaTauri-Honda      | 86     |
| 10   | Fernando Alonso    | Alpine-Renault        | 60     |
| 11   | Esteban Ocon       | Alpine-Renault        | 46     |
| 12   | Sebastian Vettel   | Aston Martin-Mercedes | 42     |
| 13   | Lance Stroll       | Aston Martin-Mercedes | 26     |
| 14   | Yuki Tsunoda       | AlphaTauri-Honda      | 20     |
| 15   | George Russell     | Williams-Mercedes     | 16     |
| 16   | Kimi Räikkönen     | Alfa Romeo-Ferrari    | 10     |
| 17   | Nicholas Latifi    | Williams-Mercedes     | 7      |
| 18   | Antonio Giovinazzi | Alfa Romeo-Ferrari    | 1      |

| Pos. | Écurie                | Points |
| ---- | --------------------- | ------ |
| 1    | Mercedes              | 478,5  |
| 2    | Red Bull-Honda        | 477,5  |
| 3    | Ferrari               | 268,5  |
| 4    | McLaren-Mercedes      | 255    |
| 5    | Alpine-Renault        | 106    |
| 6    | AlphaTauri-Honda      | 106    |
| 7    | Aston Martin-Mercedes | 68     |
| 8    | Williams-Mercedes     | 23     |
| 9    | Alfa Romeo-Ferrari    | 11     |

## Statistiques
Le Grand Prix de Mexico 2021 représente :
- la 19e pole position de Valtteri Bottas, sa troisième de la saison[26] ;
- la 19e victoire de Max Verstappen, sa neuvième de la saison[27] ;
- la 74e victoire de Red Bull Racing en tant que constructeur[28] ;
- la 88e victoire de Honda en tant que motoriste[29] ;
- le 190e meilleur tour en course pour un moteur Mercedes[30].

Au cours de ce Grand Prix :
- Sergio Pérez est le premier pilote mexicain à rouler en tête du Grand Prix du Mexique et à y obtenir un podium[31].
- Avec trois succès, un de plus que Jim Clark, Alain Prost, Nigel Mansell et Lewis Hamilton, Max Verstappen détient désormais le record de victoires au Mexique[32] ;
- Max Verstappen est le vainqueur de la moitié des dix-huit manches disputées à ce stade de la saison[32] ;
- Sergio Pérez est élu « pilote du jour » à l'issue d'un vote organisé sur le site officiel de la Formule 1[33] ;
- Carlos Sainz Jr. passe la barre des 500 points inscrits en Formule 1 (502,5 points)[34] ;
- Valtteri Bottas passe la barre des 50 000 km parcourus en Formule 1 (50 169 km)[35] ;
- les Pays-Bas (dont 17 pilotes ont participé au championnat depuis 1950) passent la barre des 1 500 points en Formule 1 (1 501,5 points), essentiellement grâce à Max Verstappen (1 474,5 points à lui seul)[36] ;
- 107 points restant à prendre (quatre victoires + meilleurs tours + 3 points en qualification sprint à São Paulo), Max Verstappen et Lewis Hamilton sont les derniers pilotes en lice pour le titre de champion du monde ; il en va de même, chez les constructeurs, pour leurs écuries respectives, Red Bull Racing et Mercedes Grand Prix[37]
- Danny Sullivan (15 Grands Prix chez Tyrrell Racing en 1983, 2 points, vainqueur des 500 miles d'Indianapolis 1985 et champion CART en 1988) a été nommé par la FIA conseiller pour aider dans leurs jugements le groupe des commissaires de course[38].